# Torre d'en Beu
La Torre d'en Beu o Torre de Cala Figuera és una torre de guaita del terme de Santanyí (Mallorca) situada sobre uns penya-segats de Cala Figuera. Data del segle xvi, i està declarada Bé d'Interès Cultural.
Es tracta d'una torre de guaita que es comunicava amb la Torre de Portocolom i la Torre de na Gosta del Cap de les Salines com a part del sistema de vigilància i senyalització de la costa mallorquina per combatre la pirateria, i creuava focs amb la Torre de la Roca Fesa de Cala Santanyí. De tota manera, el terrat tenia espai per dues peces d'artilleria, de manera que també feia la funció de torre de defensa.

## Descripció
És a l'entrada est de la cala, i a 30 msnm. És un edifici circular de paredat ciclopi amb quatre nervis de marès, amb un diàmetre de 7 m i una altura de 12 m. Té forma cilíndrica, llevat de la part més baixa, de forma troncocònica. El portal d'accés és a cinc metres d'alçada, accessible per una escala de braó, i dona entrada a la cambra principal, de manera que el primer nivell de la torre és massís. L'habitació principal té la volta de lloses de marès recolzades en quatre arcs de paredat que parteixen d'unes pilastres coincidents amb els quatre nervis. A un costat hi ha una escaleta que condueix al terrat, que era enllosat i cobert per un porxo de fusta que protegia la sortida i permetia defensar el portal d'entrada per mitjà un matacà. L'esplanada tenia espai per dos canons, però no consta que mai n'hi hagués més d'un. Devora la torre hi ha les restes d'un aljub, un forn i de l'antiga barraca dels torrers.

## Història
La construcció s'evidencià necessària després del saqueig a Santanyí el 1531, en el qual l'estol corsari agafà els vilatans desprevenguts. Tot i així, la construcció es va allargar, i encara no era conclosa en el saqueig de 1546. Sembla que la construcció començà el 1565, i conclogué el 1569. Deu el nom a la família Burguera, de malnom «de Can Beu», perquè en foren torrers durant dos segles.
Durant un atac l'any 1617, la torre va resultar molt malmesa, i el Gran i General Consell va invertir 300 lliures en la seva restauració. No gaire més tard, el 1654, hagué de ser gairebé del tot reconstruïda: la nova torre tenia la mateixa alçada i una nova escala de caragol que conduïa al terrat, amb tres troneres al parapet i tres verdesques. També s'adobà l'aljub. El 1867 fou traspassada a Hisenda i venuda a un particular.
El 1953 s'instal·là una balisa al costat de la torre, anomenat Far de la Torre d'en Beu. La torre fou restaurada a finals de la dècada dels 70 del segle xx.